# Duncan Robinson
Duncan McBryde Robinson (Condado de York, 22 de abril de 1994) é jogador norte-americano de basquete profissional que atualmente joga no Detroit Pistons da National Basketball Association (NBA).
Ele jogou basquete universitário em Williams College e na Universidade de Michigan. Depois de não ser selecionado no draft da NBA de 2018, Robinson assinou com o Heat. Ele estabeleceu vários recordes de arremessos de 3 pontos com a equipe. Em 2025, após o fim da temporada, ele assinou um contrato de US$ 48 milhoes em 3 anos com o Detroit Pistons.

## Carreira no ensino médio
Nascido em York, Maine, Robinson é filho de Elisabeth e Jeffrey Robinson e o caçula de três irmãos. Jeffrey, que tem 1,83 m de altura, jogou uma temporada pela Universidade do Maine. Robinson cresceu na cidade de New Castle, New Hampshire, onde sua classe de graduação da Escola Primária Maude H. Trefethen era composta por quatro alunos. Ele estudou na Rye Junior High School e depois na The Governor's Academy em Massachusetts.
Robinson começou sua temporada de calouro como um armador de 1,70 m, mas não jogou muito até se tornar "útil" em seu terceiro ano. Em seus primeiros anos, ele praticou arremessos por horas, tentando fazer 1.600 arremessos por semana. Robinson começou a trabalhar com o treinador Noah LaRoche durante sua terceira temporada. Após o Natal de seu primeiro ano, ele começou a ver um futuro no basquete, embora ele ainda estivesse sendo reserva. Depois de ter média de 18,5 pontos em seu último ano, ele foi selecionado para a Primeira-Equipe da Independent School League (ISL) de 2012.
Após sua última temporada, Robinson jogou no circuito de primavera e verão da Amateur Athletic Union (AAU) e fez um ano de pós-graduação na Phillips Exeter Academy, a fim de aumentar suas perspectivas de faculdade. 
Após sua última temporada, Robinson media 1,98 m e pesava 79,4 kg. No final do verão, ele tinha crescido para 2,03 m e 88,5 kg.
Durante o último fim de semana de setembro de 2012, durante uma visita ao campus, a Williams College fez uma oferta que ele aceitou imediatamente. Na época, Williams era classificada como uma potência do basquete da Divisão III da NCAA.

## Carreira universitária

### Williams College
Na temporada de 2013-14, Robinson foi duas vezes nomeado Jogador da Semana da New England Small College Athletic Conference (NESCAC). Williams chegou a final do Torneio da NCAA da Divisão III mas perdeu por 75-73 para Wisconsin-Whitewater com Robinson marcando 17 pontos. Nessa temporada, Robinson liderou Williams em minutos jogados (recorde da universidade de 1.110), pontos marcados (548), arremessos de três pontos feitos (179), porcentagem de cestas de três pontos certos (45,3), porcentagem de lances livres certos (87,8%), bloqueios (36) e roubos de bola (36). Ele teve médias de 17,1 pontos e 6,5 rebotes.
Após a temporada, ele foi o Novato do Ano da NESCAC e foi selecionado para a Segunda-Equipe da NESCAC.
Após a temporada de 2013-14, Robinson foi imediatamente contatado por universidades das conferências ACC, Big 12, Big Ten, Pac-12, Atlantic 10, Ivy League, Patriot League e American East. Entre as universidades interessadas estavam Creighton, Boston College e Providence. Após seu sucesso de calouro, ele decidiu que só deixaria Williams para jogar em um programa vencedor que usava um sistema e estilo que ele havia se acostumado. Robinson tinha jogado contra Nik Stauskas e ficou impressionado com a forma como John Beilein, treinador de Michigan, havia desenvolvido "jogadores sub-recrutados" como Stauskas, que foi uma seleção da 1ª rodada no draft da NBA de 2014. Robinson agendou visitas a Michigan e ao membro do Atlantic 10, Davidson. Depois da visita a Michigan, Robinson se comprometeu com a universidade. Ele anunciou sua decisão via Twitter em 6 de agosto de 2014.

### Universidade de Michigan

#### Segunda temporada
Robinson foi o primeiro jogador a se transferir da Divisão III para a Divisão I com uma bolsa integral. Durante a temporada de 2014-15, Robinson não poderia participar de jogos mas poderia treinar com a equipe.
No segundo jogo de Robinson em Michigan na temporada de 2015-16, ele marcou 19 pontos contra Elon. Em 12 de dezembro, Michigan derrotou Delaware State por 80-33 com Robinson tendo seu primeiro jogo como titular e marcando 11 pontos. Na época, ele ficou em terceiro lugar no país em porcentagem de arremessos certos de três pontos. Em 12 de janeiro, com Caris LeVert fora do jogo, Robinson marcou 17 pontos e ajudou Michigan a derrotar Maryland por 70-67. Em 23 de janeiro, ele marcou 21 pontos na vitória de Michigan sobre Nebraska por 81-68. O jogo de 27 de janeiro contra Rutgers marcou o 17º jogo consecutivo em que Robinson acertou pelo menos dois arremessos de três pontos.
Em 10 de março, no primeiro jogo de Michigan no Torneio da Big Ten de 2016 contra Northwestern, Robinson marcou 21 pontos. Nas semifinais contra Purdue, Robinson registrou seu 90º cesta de 3 pontos na temporada, tornando-se apenas o quinto jogador de Michigan na história a alcançar a marca. Em 16 de março, na primeira rodada do torneio da NCAA de 2016, Michigan derrotou Tulsa por 67-62 com Robinson registrando seu primeiro duplo-duplo com 13 pontos e 11 rebotes. Robinson terminou a temporada em segundo lugar entre os jogadores da Big Ten em porcentagem de acertos de três pontos com uma marca de 45,0%.

#### Terceira temporada

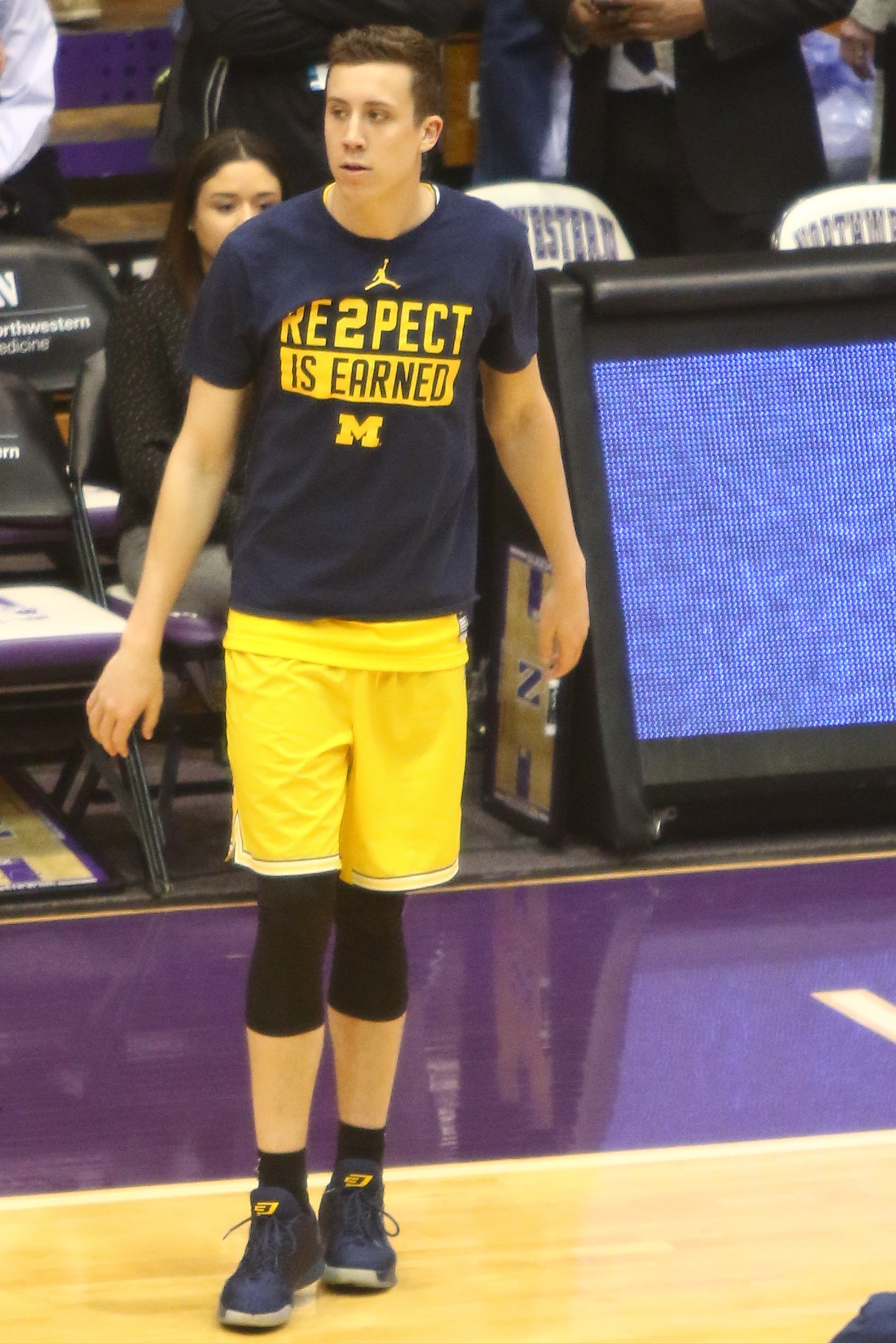
Robinson em 2017.

Após a temporada anterior, vários jogadores deixaram a equipe. Caris LeVert se formou, Aubrey Dawkins foi transferido para jogar pela Universidade da Flórida Central e Kameron Chatman anunciou sua intenção de se transferir.
Robinson teve médias de 7.7 pontos e 1.7 rebotes. A equipe venceu o torneio da Big Ten de 2017 e chegou às semifinais regionais do torneio da NCAA de 2017.

#### Última temporada

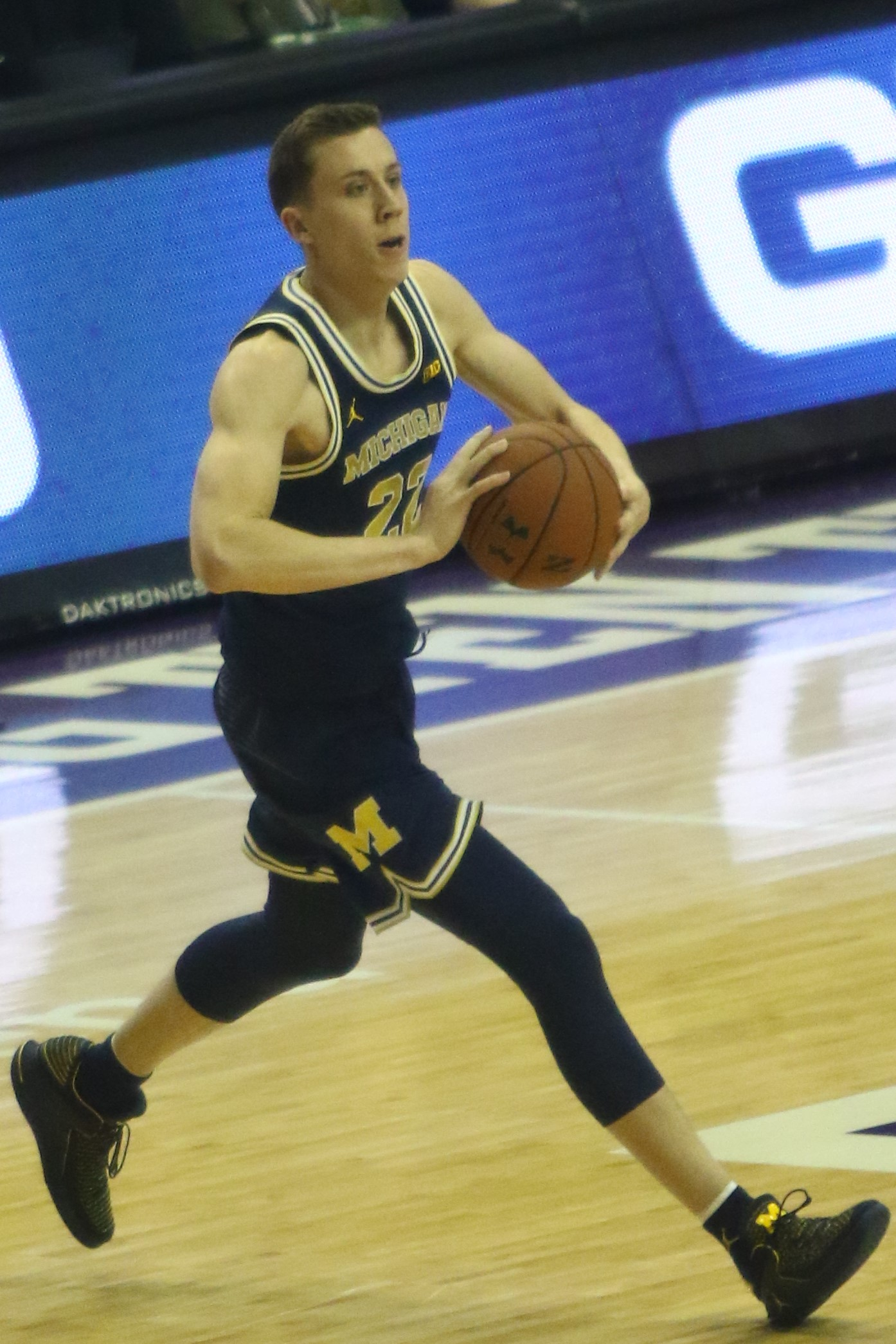
Robinson em 2018

Robinson começou sua última temporada com 21 pontos contra North Florida em 11 de novembro de 2017. No jogo, ele e Charles Matthews se tornaram os primeiros companheiros de Michigan a marcar 20 pontos em um jogo desde 3 de março de 2015. Em 13 de janeiro, Isaiah Livers substituiu Robinson no time titular de Michigan quando eles enfrentaram Michigan State. Com Livers afastado em 11 de fevereiro, Robinson retornou ao time titular e registrou 16 pontos na vitória por 83-72 sobre Wisconsin.
Em 14 de fevereiro, Robinson marcou 18 pontos na vitória por 74-59 sobre Iowa. Com suas seis cestas de 3 pontos no jogo, Robinson superou Zack Novak e se tornou o sexto jogador com mais cestas de 3 pontos na história de Michigan com 215. Após a temporada regular, Robinson foi nomeado o Sexto Homem do Ano da Big Ten pelos treinadores.
Nas quartas de final do Torneio da Big Ten, Robinson marcou seu milésimo ponto. Ele terminou o jogo com 16 pontos. Robinson teve média de 11 pontos durante os quatro jogos de Michigan, ajudando-os a ganhar o título do torneio.
Michigan perdeu no Torneio da NCAA de 2018 para Villanova. Robinson foi o primeiro jogador a jogar no Torneio da NCAA da Divisão I e da Divisão III.
Ao longo de três temporadas, Robinson terminou sua carreira com 237 arremessos certos de três pontos (41,9% de aproveitamento), ficando em quarto lugar na lista de todos os tempos de Michigan.

## Carreira profissional

### Miami Heat (2018-presente)

#### Temporada de 2018–19
Depois de não ter sido selecionado no draft da NBA de 2018, ele assinou um contrato para disputar a Summer League pelo Miami Heat. Depois de 5 jogos da Summer League em que ele teve médias de 12,4 pontos e 2,4 rebotes, ele concordou com um contrato com o Miami Heat e o seu afiliado na G-League, Sioux Falls Skyforce, em 10 de julho de 2018. Quando Robinson fez sua estreia na NBA, foi a primeira de um ex-jogador da Divisão III desde Devean George.
Quando o Heat começou a temporada com quatro jogadores lesionados (Wayne Ellington, Justise Winslow, James Johnson e Dion Waiters), Robinson e Yante Maten completaram o elenco oficial da equipe. Em 24 de outubro, Robinson fez sua estreia na NBA contra o New York Knicks, registrando três pontos e quatro rebotes em 10 minutos.
Ele marcou 15 pontos como titular quando o Sioux Falls abriu sua temporada em 2 de novembro com uma vitória por 112-101 contra o Fort Wayne Mad Ants. Robinson marcou cinco pontos em seu primeiro jogo como titular da NBA em 25 de fevereiro de 2019 contra o Phoenix Suns. Ele foi selecionado para a Terceira-Equipe da G-League depois de ter médias de 21,4 pontos, 4,3 rebotes e 3,0 assistências em 33 jogos, o que resultou em seu contrato sendo convertido para um contrato padrão de dois anos em 9 de abril. Robinson fechou a temporada com seu primeiro esforço de pontuação de dois dígitos com 15 pontos contra o Brooklyn Nets em 10 de abril.

#### Temporada de 2019–20
Durante a off-season de 2019, Robinson ganhou 6,8 kg. Em 27 de outubro, com Jimmy Butler fora do jogo, Robinson marcou 21 pontos contra o Minnesota Timberwolves. Em 3 de novembro, ele marcou 23 pontos contra o Houston Rockets.
Em 20 de novembro, Robinson marcou 29 pontos contra o Cleveland Cavaliers. Em 1º de dezembro, ele fez um duplo-duplo de 10 rebotes e 10 pontos contra o Brooklyn Nets. Em 10 de dezembro, ele marcou 34 pontos, fazendo 10 cestas de três pontos e empatando o recorde da franquia de mais cestas de 3 pontos feitas em um jogo. Após sua performance, o The Wall Street Journal chamou Robinson de "o jogador mais improvável da NBA" e "um dos melhores chutadores do planeta" em um artigo em 13 de dezembro de 2019.
Em 6 de março de 2020, Robinson registrou 24 pontos, cinco rebotes e quatro assistências na derrota por 110-104 para o New Orleans Pelicans. Suas 8 cestas de três pontos elevaram seu total na temporada para 233 com 19 jogos restantes, ultrapassando o recorde de 227 de Wayne Ellington no Heat. Em 8 de março, Robinson quebrou mais um recorde, empatou com Rafer Alston com o maior número de jogos pelo Heat com pelo menos uma cesta de 3 pontos (49).
Em 18 de agosto, Robinson estreou nos playoffs e registrou 6 pontos, 3 rebotes e 1 assistência contra o Indiana Pacers. Em 20 de agosto, ele empatou o recorde do Heat de mais cestas de três pontos em um jogo de playoff (7), durante o Jogo 2 da primeira rodada. Ele liderou todos os pontuadores do jogo com 24 pontos. Robinson ajudou o Heat a chegar às finais da NBA de 2020, onde perdeu em 6 jogos para o Los Angeles Lakers.

#### Temporada de 2020–21
Em 6 de janeiro, contra o Boston Celtics, Robinson superou Damian Lillard e Luka Dončić (117), marcando sua 300º arremesso de 3 pontos em seu 95º jogo da carreira. Em 11 de março, em um jogo contra o Orlando Magic, Robinson fez seu 400º arremesso de três pontos em seu 125º jogo da NBA, superando Trae Young (159) e Dončić (160).

#### Temporada de 2021–22
Em 6 de agosto de 2021, Robinson assinou um contrato de cinco anos e US$ 90 milhões para ficar no Heat, o maior contrato da história da NBA para um jogador não selecionado no draft.
Robinson converteu arremessos de 3 pontos nos primeiros 21 jogos da temporada, antes que o Cleveland Cavaliers o impedisse de marcar em 1º de dezembro, encerrando sua sequência consecutiva de 69 jogos. Em 4 de dezembro, em uma vitória por 129-103 contra o Memphis Grizzlies, Robinson registrou seu 600º arremesso de três pontos, tornando-se o jogador mais rápido a atingir a marca em apenas 184 jogos, superando o recorde anterior de Donovan Mitchell em 240 jogos. Em 17 de fevereiro de 2022, contra o Charlotte Hornets em seu 216º jogo, Robinson fez seu 700º arremesso de 3 pontos, superando o recorde da NBA de Buddy Hield (269 jogos).
Em 17 de abril de 2022, durante o Jogo 1 da primeira rodada dos playoffs, Robinson marcou 27 pontos na vitória por 115-91 sobre o Atlanta Hawks. Ele também acertou 8 arremessos de três pontos, que foi um recorde do Heat na pós-temporada. Robinson igualou J. R. Smith como o segundo maior marcador da história dos reservas da NBA em jogos de pós-temporada (um a menos do recorde de 2011 estabelecido por Jason Terry).

#### Temporada de 2022–23
Em 26 de dezembro de 2022, Robinson fez seu 800º arremesso de três pontos em seu 263º jogo, uma vitória de 113-110 sobre o Minnesota Timberwolves, tornando-se o jogador mais rápido na história da NBA a alcançar 800 arremessos de três pontos na carreira, superando Luka Doncic (288). Em 30 de dezembro, contra o Denver Nuggets, Robinson superou o total de 806 arremessos de três pontos de Tim Hardaway pelo recorde do Miami Heat. Após iniciar 208 jogos nas três temporadas anteriores, ele fez apenas uma partida como titular na temporada regular. Sua segunda partida como titular aconteceu apenas no segundo jogo dos playoffs de 2023 contra o Milwaukee Bucks, após uma lesão de Tyler Herro. Durante a maior parte da temporada regular, Robinson não estava na rotação principal e perdeu 20 jogos devido a lesão. No entanto, em seu retorno à rotação principal, ele teve um ótimo desempenho nos arremessos de três pontos, acertando 10 de suas primeiras 13 tentativas, o que lhe deu a maior porcentagem entre todos os 105 participantes dos playoffs com um mínimo de cinco tentativas na primeira semana dos playoffs. Nos playoffs, Robinson superou Dwyane Wade (97) em 22 de abril, Mario Chalmers (117) em 19 de maio e LeBron James (123) em 21 de maio, tornando-se o líder de todos os tempos em arremessos de três pontos na história dos playoffs dos Heat. Robinson ajudou os Heat a chegar às Finais da NBA de 2023, mas os Heat perderam a série em cinco jogos para os Nuggets.

#### Temporada de 2023–24
Em 16 de dezembro de 2023, em seu 305º jogo na NBA, contra o Chicago Bulls, Robinson quebrou o recorde compartilhado por Luka Doncic e Buddy Hield de 324 jogos para alcançar 900 arremessos de três pontos na carreira. Em 26 de fevereiro, quando seis jogadores dos Heat estavam indisponíveis devido a lesão ou suspensão, Robinson teve uma noite ruim nos arremessos (1-11), mas contribuiu para a vitória sobre o Sacramento Kings com um recorde pessoal de 11 assistências, superando as nove assistências que registrou no Jogo 5 das Finais da Conferência Leste de 2023 contra o Boston Celtics. Seu recorde anterior na temporada regular era de 7 assistências, alcançado em 3 de março de 2022 contra o Brooklyn Nets. Em 17 de março, Robinson marcou 30 pontos, sua melhor marca na temporada, incluindo seu 1000º arremesso de três pontos na carreira em seu 343º jogo, quebrando o recorde anterior de 350 jogos estabelecido por Hield.

## Estatísticas da carreira

### NBA

#### Temporada regular
| Ano      | Equipe   | PJ  | PT  | MPJ  | AP   | 3P   | LL   | RT  | AS  | BR | TO | PPJ  |
| -------- | -------- | --- | --- | ---- | ---- | ---- | ---- | --- | --- | -- | -- | ---- |
| 2018–19  | Miami    | 15  | 1   | 10.7 | .391 | .284 | .667 | 1.3 | .3  | .3 | .0 | 3.3  |
| 2019–20  | Miami    | 73  | 68  | 29.7 | .470 | .446 | .931 | 3.2 | 1.4 | .5 | .3 | 13.5 |
| 2020–21  | Miami    | 72  | 72  | 31.4 | .439 | .408 | .827 | 3.5 | 1.8 | .6 | .3 | 13.1 |
| 2021–22  | Miami    | 79  | 68  | 25.9 | .399 | .372 | .836 | 2.6 | 1.6 | .5 | .2 | 10.9 |
| 2022–23  | Miami    | 42  | 1   | 16.4 | .371 | .328 | .906 | 1.6 | 1.1 | .3 | .0 | 6.4  |
| 2023–24  | Miami    | 68  | 36  | 28.0 | .450 | .395 | .889 | 2.5 | 2.8 | .7 | .2 | 12.9 |
| Carreira | Carreira | 349 | 246 | 23.6 | .420 | .372 | .842 | 2.4 | 1.5 | .4 | .1 | 10.0 |

#### Play-In
| Ano  | Equipe | PJ | PT | MPJ  | AP   | 3P   | LL | RT  | AS  | BR | TO | PPJ |
| ---- | ------ | -- | -- | ---- | ---- | ---- | -- | --- | --- | -- | -- | --- |
| 2024 | Miami  | 1  | 0  | 12.3 | .500 | .500 | —  | 3.0 | 1.0 | .0 | .0 | 8.0 |

#### Playoffs
| Ano      | Equipe   | PJ | PT | MPJ  | AP   | 3P   | LL   | RT  | AS  | BR | TO | PPJ  |
| -------- | -------- | -- | -- | ---- | ---- | ---- | ---- | --- | --- | -- | -- | ---- |
| 2020     | Miami    | 21 | 21 | 28.6 | .426 | .397 | .868 | 2.8 | 1.8 | .7 | .3 | 11.7 |
| 2021     | Miami    | 4  | 4  | 25.0 | .379 | .370 | .900 | 2.8 | .8  | .8 | .3 | 10.3 |
| 2022     | Miami    | 13 | 0  | 12.2 | .439 | .383 | .833 | 1.8 | .4  | .3 | .1 | 5.6  |
| 2023     | Miami    | 23 | 1  | 18.2 | .475 | .442 | .875 | 1.5 | 1.7 | .3 | .1 | 9.0  |
| 2024     | Miami    | 5  | 0  | 11.9 | .313 | .231 | —    | 1.0 | 1.2 | .4 | .0 | 2.6  |
| Carreira | Carreira | 66 | 26 | 19.1 | .406 | .364 | .869 | 1.9 | 1.1 | .5 | .1 | 7.8  |

### Universitário
| Ano      | Equipe           | PJ  | PT | MPJ  | AP   | 3P   | LL   | RT  | AS  | BR  | TO  | PPJ  |
| -------- | ---------------- | --- | -- | ---- | ---- | ---- | ---- | --- | --- | --- | --- | ---- |
| 2013–14  | Williams College | 32  | 31 | 34.7 | .557 | .453 | .878 | 6.5 | 1.8 | 1.1 | 1.2 | 17.1 |
| 2015–16  | Michigan         | 36  | 27 | 28.9 | .457 | .450 | .886 | 3.5 | 1.8 | 0.6 | 0.2 | 11.2 |
| 2016–17  | Michigan         | 38  | 3  | 20.1 | .470 | .424 | .781 | 1.7 | 0.9 | 0.4 | 0.2 | 7.7  |
| 2017–18  | Michigan         | 41  | 19 | 25.8 | .440 | .384 | .891 | 2.4 | 1.1 | 0.7 | 0.4 | 9.2  |
| Carreira | Carreira         | 147 | 80 | 27.3 | .481 | .427 | .859 | 3.5 | 1.4 | 0.7 | 0.5 | 11.3 |

## Podcast
Em 2021, Duncan iniciou um podcast chamado "The Long Shot Pod" com seu amigo Davis Reid. Produzido pela empresa de podcasting, ThreeFourTwo Productions, de propriedade do ex-jogador da NBA, JJ Redick. Cada podcast apresenta conversas exclusivas entre Duncan Robinson e seu co-apresentador Davis Reid, às vezes com jogadores da NBA e celebridades de outras áreas da mídia. O podcast tem um total de 8 milhões de visualizações no YouTube.